# Broadwell (Cotswold)
Pour les articles homonymes, voir Broadwell.
Broadwell est une paroisse civile et un village du Gloucestershire, en Angleterre.